# Crete Challenger II 2025 - Doppio
Il doppio del torneo di tennis professionistico Crete Challenger II 2025, facente parte della categoria Challenger 75 nell'ambito dell'ATP Challenger Tour 2025, si è giocato dal 10 al 16 marzo a Chersonissos, in Grecia. Tra le coppie partecipanti erano assenti Juan Carlos Prado Ángelo e Mark Whitehouse, i detentori del titolo.
In finale Stefanos Sakellaridis e Petros Tsitsipas hanno sconfitto Ilia Simakin e Kelsey Stevenson con il punteggio di 6–2, 6–2.

## Teste di serie
1. Alexander Merino /  Christoph Negritu (primo turno)
2. Alexander Donski /  Bruno Pujol Navarro (primo turno)

1. Filippo Romano /  Augusto Virgili (primo turno)
2. Ilia Simakin /  Kelsey Stevenson (finale)

## Wildcard
1. Henri Haupt /  Pavlos Tsitsipas (primo turno, ritirati)

1. Ioannis Kountourakis /  Stefanos Schinas (primo turno)

## Alternate
1. Alex Jones /  Miles Jones (quarti di finale)

## Tabellone

### Legenda
| - Q = Qualificato - WC = Wild card - LL = Lucky loser | - ALT = Alternate - SE = Special Exempt - PR = Protected Ranking | - w/o = Walkover - r = Ritirato - d = Squalificato |

|  | Primo turno | Primo turno                 | Primo turno                 | Primo turno                 | Primo turno |  |  | Quarti di finale | Quarti di finale            | Quarti di finale            | Quarti di finale      | Quarti di finale      |    |     | Semifinali | Semifinali                    | Semifinali                    | Semifinali                             | Semifinali                             |   |   | Finale | Finale | Finale | Finale | Finale |  |
|  |             |                             |                             |                             |             |  |  |                  |                             |                             |                       |                       |    |     |            |                               |                               |                                        |                                        |   |   |        |        |        |        |        |  |
|  | 1           | A Merino C Negritu          | 4                           | 6                           | [7]         |  |  |                  |                             |                             |                       |                       |    |     |            |                               |                               |                                        |                                        |   |   |        |        |        |        |        |  |
|  |             | K Sultanov V Uzhylovskyi    | 6                           | 0                           | [10]        |  |  |                  | K Sultanov V Uzhylovskyi    | K Sultanov V Uzhylovskyi    | 5                     | 5                     |    |     |            |                               |                               |                                        |                                        |   |   |        |        |        |        |        |  |
|  |             | K Smith T-l Wu              | 610                         | 6                           | [7]         |  |  |                  | A Genov S Kielan            | A Genov S Kielan            | 7                     | 7                     |    |     |            |                               |                               |                                        |                                        |   |   |        |        |        |        |        |  |
|  |             | A Genov S Kielan            | 712                         | 4                           | [10]        |  |  |                  |                             |                             |                       |                       |    |     |            | A Genov S Kielan              | A Genov S Kielan              | 3                                      | 4                                      |   |   |        |        |        |        |        |  |
|  | 4           | I Simakin K Stevenson       | 6                           | 67                          | [10]        |  |  |                  |                             | 4                           | I Simakin K Stevenson | I Simakin K Stevenson | 6  | 6   |            |                               |                               |                                        |                                        |   |   |        |        |        |        |        |  |
|  |             | E Grevelius B Pavel         | 4                           | 79                          | [7]         |  |  | 4                | I Simakin K Stevenson       | I Simakin K Stevenson       | 7                     | 6                     |    |     |            |                               |                               |                                        |                                        |   |   |        |        |        |        |        |  |
|  |             | M Karol A Soriano Barrera   | 4                           | 6                           | [8]         |  |  |                  | S Latinović M Topo          | S Latinović M Topo          | 62                    | 3                     |    |     |            |                               |                               |                                        |                                        |   |   |        |        |        |        |        |  |
|  |             | S Latinović M Topo          | 6                           | 3                           | [10]        |  |  |                  |                             |                             |                       |                       |    |     | 4          | Ilia Simakin Kelsey Stevenson | Ilia Simakin Kelsey Stevenson | 2                                      | 2                                      |   |   |        |        |        |        |        |  |
|  | WC          | H Haupt Pa Tsitsipas        | H Haupt Pa Tsitsipas        | H Haupt Pa Tsitsipas        | 0r          |  |  |                  |                             |                             |                       |                       |    |     |            |                               |                               | Stefanos Sakellaridis Petros Tsitsipas | Stefanos Sakellaridis Petros Tsitsipas | 6 | 6 |        |        |        |        |        |  |
|  |             | S Sakellaridis Pe Tsitsipas | S Sakellaridis Pe Tsitsipas | S Sakellaridis Pe Tsitsipas | 5           |  |  |                  | S Sakellaridis Pe Tsitsipas | S Sakellaridis Pe Tsitsipas | 6                     | 6                     |    |     |            |                               |                               |                                        |                                        |   |   |        |        |        |        |        |  |
|  | Alt         | A Jones M Jones             | A Jones M Jones             | 6                           | 6           |  |  | Alt              | A Jones M Jones             | A Jones M Jones             | 2                     | 3                     |    |     |            |                               |                               |                                        |                                        |   |   |        |        |        |        |        |  |
|  | 3           | F Romano A Virgili          | F Romano A Virgili          | 3                           | 4           |  |  |                  |                             |                             |                       |                       |    |     |            | S Sakellaridis Pe Tsitsipas   | 4                             | 7                                      | [10]                                   |   |   |        |        |        |        |        |  |
|  |             | E Kırkın R Molleker         | E Kırkın R Molleker         | 6                           | 6           |  |  |                  |                             |                             | J Jermář O Krutych    | 6                     | 64 | [7] |            |                               |                               |                                        |                                        |   |   |        |        |        |        |        |  |
|  | WC          | I Kountourakis S Schinas    | I Kountourakis S Schinas    | 2                           | 4           |  |  |                  | E Kırkın R Molleker         | E Kırkın R Molleker         | E Kırkın R Molleker   |                       |    |     |            |                               |                               |                                        |                                        |   |   |        |        |        |        |        |  |
|  |             | J Jermář O Krutych          | 2                           | 6                           | [11]        |  |  |                  | J Jermář O Krutych          | J Jermář O Krutych          | J Jermář O Krutych    | w/o                   |    |     |            |                               |                               |                                        |                                        |   |   |        |        |        |        |        |  |
|  | 2           | A Donski B Pujol Navarro    | 6                           | 3                           | [9]         |  |  |                  |                             |                             |                       |                       |    |     |            |                               |                               |                                        |                                        |   |   |        |        |        |        |        |  |